# Borys Hrintschenko

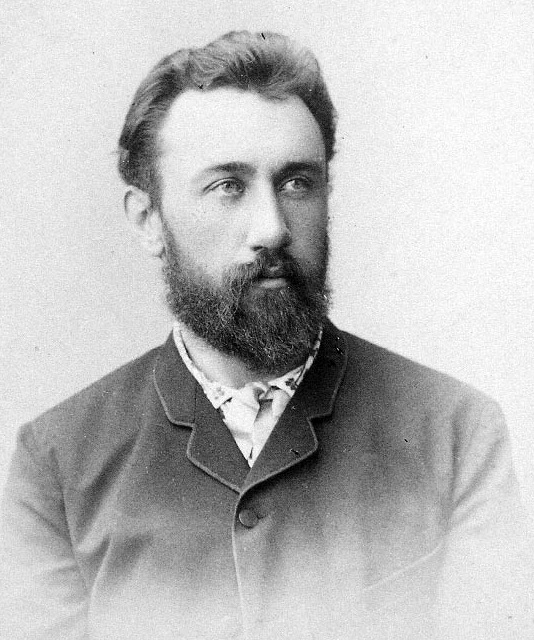
Borys Hrintschenko

Borys Dmytrowytsch Hrintschenko (ukrainisch Борис Дмитрович Грінченко, * 9. Dezember 1863 in Wilchowyj Jar bei Ruski Tyschky, Gouvernement Charkow, Russisches Kaiserreich; † 6. Mai 1910 in Ospedaletti, Ligurien, Königreich Italien) war ein ukrainischer Schriftsteller, Lehrer, Sprachwissenschaftler, Ethnograph, Politiker und kultureller Aktivist. Er stellte das erste Wörterbuch in ukrainischer Sprache zusammen und beteiligte sich aktiv an der ukrainischen Nationalbewegung.

## Biografie
Borys Hrintschenko wurde 1863 auf dem Landgut Wilchowyj Jar (Вільховий Яр) im Gouvernement Charkow als Sohn eines Großgrundbesitzers geboren. Ab 1874 besuchte er die Mittelschule in Charkow. Zu dieser Zeit begann er sich für revolutionären Populismus zu interessieren und sammelte poetische Werke von Schriftstellern wie Victor Hugo und Alexander Puschkin. Am 29. Dezember 1879 wurde er für die „Verbreitung und das Lesen“ der verbotenen Bücher des sozialistischen Schriftstellers Serhij Podolynskyj  verhaftet.
Er kehrte für ein Jahr nach Hause zurück und ging dann wieder nach Charkiw. Dort nahm er Nachhilfe, um an der Universität Charkiw studieren zu können. 1881 bestand er die Aufnahmeprüfung. Er arbeitete von da an als Lehrer für lokale Geschichte, Sprache und Kultur. 1883 arbeitete er als Lehrer im Dorf Alexejewka bei Smijiw. Dort lernte er die junge Lehrerin Marija Hladylina kennen, die er ein Jahr später heiratete. Im Jahr 1887 wurden Hrintschenko und seine Ehefrau auf Initiative der renommierten Lehrerin und Schriftstellerin Chrystyna Altschewska als Lehrer an einer von ihr gegründeten Sonntagsschule in Mychajliwka angestellt. Altschewska war mit Hrintschenkos Arbeit sehr zufrieden. Zu dieser Zeit galt diese Schule als die beste in Slawenoserbien. Während seiner Zeit als Lehrer veröffentlichte er mehrere Poesiesammlungen und verfasste  journalistische Kritiken, die zu in Briefen geführten Debatten mit dem Historiker Mychajlo Drahomanow führten. Die beiden kamen zu dem Schluss, dass sie in ihrem Bestreben, die ukrainische Literatur auf dasselbe Niveau wie die europäische zu bringen, übereinstimmen. Ab 1894 arbeitete Hrintschenko als Mitglied der Semstwo in Tschernihiw. Außerdem schrieb er ein Pamphlet für die Taras-Bruderschaft, eine illegale Untergrundorganisation, die sich der Autokratie widersetzte und deren Gründungsmitglied er war. 1898 veröffentlichte er eine weitere Poesiesammlung. Da er in seinen Werken offen die Ideen der ukrainischen Nationalromantik, Bildung, sozialer Gerechtigkeit, und Demokratie vertrat, zwangen ihn die Behörden, aus der Semstwo auszutreten.
Wegen seiner finanziellen Schwierigkeiten verschafften Hrintschenkos Freunde ihm Arbeit im Museum für lokale Geschichte in Tschernihiw, das damals eine der größten Sammlungen zur Geschichte, Kunst und Literatur in der Ukraine beherbergte. Im Jahr 1900 stellte er mit Hilfe seiner Ehefrau einen großen „Museumskatalog ukrainischer Antiquitäten“ zusammen und außerdem eine auf Ukrainisch verfasste Sammlung ukrainischer Folklore, die bis 1902 über 200.000 mal vertrieben wurde. 1902 wurde er eingeladen, nach Kyjiv zu ziehen, um dort an der Schaffung eines ukrainischen Wörterbuchs mitzuwirken. Das Buch mit dem Titel Kiewskaja starina wurde von 1907 bis 1909 in vier Bänden veröffentlicht und enthielt 68.000 Wörter der ukrainischen Sprache. Das Wörterbuch erhielt einen Preis von der Russischen Akademie der Wissenschaften. Während seiner Zeit in Kyjiv arbeitete Hrintschenko auch an der Organisation der 1868 erstmals in Lwiw gegründeten Gesellschaft Proswita (wörtl. „Aufklärung“), die sich dem Erhalt und der Entwicklung der ukrainischen Kultur und Bildung unter der Bevölkerung verschrieben hatte. Außerdem war er ein Gründungsmitglied der 1904 gegründeten „Ukrainischen Radikalen Partei“.
Im September 1909 erkrankte Hrintschenko und reiste zur Behandlung nach Italien. Er starb am 6. Mai 1910 in Ospedaletti und wurde drei Tage später auf dem Baikowe-Friedhof beerdigt. Seine Beerdigung löste eine Demonstration mehrerer tausend Menschen gegen Autokratie aus.

## Vermächtnis

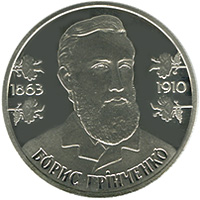
Gedenkmünze mit Hrintschenkos Porträt

Die Borys-Hrintschenko-Universität in Kiew ist nach ihm benannt. Im Jahr 1988 wurde in Mychajliwka ein Hrintschenko gewidmetes Museum eröffnet. Am 4. Juli 2012 wurde durch einen Beschluss der Werchowna Rada Hrintschenkos 150. Geburtstag am 9. Dezember 2013 zum Staatsfeiertag erklärt. Am 22. Oktober 2012 fand im Gebäude des ukrainischen Bildungsministeriums eine Versammlung statt, bei der eine Gedenkfeier für Hrintschenkos 150. Geburtstag geplant wurde. Außerdem wurde vorgeschlagen, Mittelschulen, Bibliotheken und Straßen nach ihm zu benennen. Die Nationalbank der Ukraine führte am 22. November 2013 zwei neue Münzen mit Grintschenkos Porträt in Gedenken an seinen 150. Geburtstag ein.